# I. Alajos liechtensteini herceg
I. Alajos (Aloys Joseph Johannes Nepomuk Melchior von und zu Liechtenstein; Bécs, 1759. május 14. – Bécs, 1805. március 24.) Liechtenstein hercege 1781 és 1805 között. 

## Élete
I. Ferenc József liechtensteini herceg és felesége, Leopoldine von Sternberg ötödik gyermekeként született. Ő volt a legidősebb, felnőttkort megélt fiuk. Ifjúkorában elkezdte a katonai pályát, de gyenge egészsége miatt felhagyott vele. Elsősorban kertészettel és erdészettel foglalkozott, számos tengerentúli fafajt honosított meg birtokain; mind gazdasági, mind esztétikai célból. Sokat építkezett Feldsbergben és a híres építész, Joseph Hardtmuth tervezett számára egy bécsi palotát. Bányákat nyitott morvaországi birtokain, többek között egy olmützi vasmű bizonyította vállalkozói szellemét.
Jelentősen kibővítette a Liechtenstein-család könyvtárát, egész kollekciókat vásárolt meg egyben. Állandó zenekart és ideiglenes színtársulatot tartott fenn. Uralkodása alatt hajtották végre a hercegségben az utolsó kivégzést: Barbara Ernit lopásért fejezték le Eschenben.
1790-ben felvették az Aranygyapjas rendbe, ő volt a rend 836. lovagja.
Alajos 1805. március 24-én halt meg Bécsben, 45 éves korában. Mivel gyermeke nem volt, a hercegi címet öccse, Johann Josef örökölte.   

## Családja
Alajos 1783-ban feleségül vette Karoline von Manderscheid-Blankenheimet (1768 – 1831). Közös gyermekük nem született, de felesége még Alajos életében két gyereket szült szeretőjének, Franz von Langendonck kapitánynak.

## Fordítás
- Ez a szócikk részben vagy egészben  az   Aloys I, Prince of Liechtenstein című angol Wikipédia-szócikk ezen változatának fordításán alapul.  Az eredeti cikk szerkesztőit annak laptörténete sorolja fel. Ez a jelzés csupán a megfogalmazás eredetét és a szerzői jogokat jelzi, nem szolgál a cikkben szereplő információk forrásmegjelöléseként.

| Előző uralkodó: I. Ferenc József | Liechtenstein hercege 1781 - 1805 | Következő uralkodó: I. János |